# 尾熊泰輔
尾熊 泰輔 (おぐま たいすけ、1993年12月19日 - ）は、日本の俳優、本名同じ。